# Keit Pentus-Rosimannus
Keit Pentus-Rosimannus (Tallinn, 3 maart 1976) is een Estisch politica. Zij bekleedde ministerschappen in verschillende Estische kabinetten. Zo was zij minister van Milieu (2011–2014), minister van Buitenlandse Zaken (2014–2015) en minister van Financiën (2021–2022). Sinds 2023 is ze lid van de Europese Rekenkamer.

## Loopbaan
Pentus werd in 1998 lid van de liberale Hervormingspartij (Eesti Reformierakond) en in 1999 nam ze plaats in de gemeenteraad van haar geboortestad Tallinn. Een jaar later rondde ze aan de Pedagogische Universiteit van Tallinn haar opleiding af. Ze studeerde Openbaar Bestuur en EU-betrekkingen. Een vervolgstudie Politieke Wetenschappen aan de Universiteit van Tartu maakte ze niet af.
Ze was van 2003 tot 2005 districtshoofd van het centrum van Tallinn. Na de parlementsverkiezingen van 2007 verliet ze de gemeenteraad en werd ze lid van de Riigikogu, het Estische parlement. In 2009 werd ze vicevoorzitter van de Riigikogu. Na de verkiezingen van 2011 werd ze minister van Milieu in het derde kabinet van partijgenoot Andrus Ansip. Ze behield deze functie tijdens de eerste maanden van het eerste kabinet van Taavi Rõivas, tot ze op 17 november 2014 overstapte naar het ministerie van Buitenlandse Zaken, waar ze de opvolger werd van minister Urmas Paet.

### Autorollo
In december 2012 raakte Pentus in opspraak nadat ze werd aangeklaagd door Autorollo, een transportbedrijf dat eigendom was geweest van haar vader. Autorollo ging failliet, maar nadien zou zijn gebleken dat alle activa van de hand waren gedaan voordat het faillissement werd uitgeroepen. Zo zouden alle vrachtwagens van Autorollo zijn doorverkocht en hebben verdachte geldtransacties plaatsgevonden, waarvan een aantal via Pentus' computer in het gebouw van de Riigikogu. In juni 2014 oordeelde de rechtbank in Harjumaa dat Pentus niet aansprakelijk was, maar een jaar later werd ze in hoger beroep alsnog deels schuldig bevonden. In juli 2015 trad ze daarom af als minister van Buitenlandse Zaken. Het ambt werd overgenomen door Marina Kaljurand.
In januari 2021 werd Pentus opnieuw minister. In de eerste regering van Kaja Kallas kreeg ze de leiding over het ministerie van Financiën. Deze functie behield ze ook bij het aantreden van het kabinet-Kallas II in juli 2022. In oktober 2022 legde Pentus haar functie neer om ouderschapsverlof te nemen en zich voor te bereiden op een nieuwe baan als lid van de Europese Rekenkamer (per 1 januari 2023).

## Persoonlijk leven
Keit Pentus trouwde in augustus 2012 met socioloog en politicus Rain Rosimannus. Haar broer Sten Pentus is een autocoureur.